# Kambodschanische Revolutionsarmee

Fahne der Kambodschanischen Revolutionsarmee

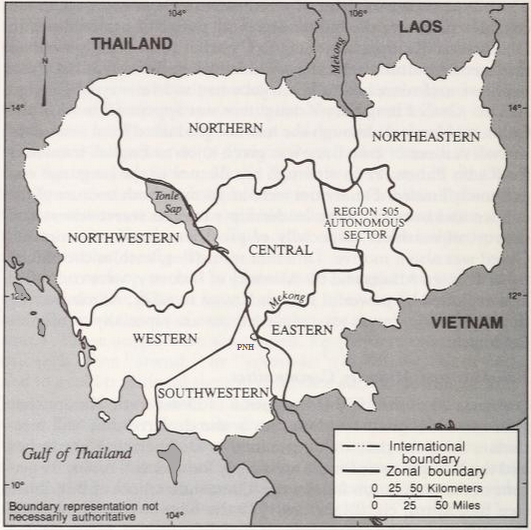
Verwaltungszonen Demokratisches Kampuchea (Quelle: Russell R. Ross (Hrsg.): Cambodia. A Country Study. Federal Research Division, 1990)

Als Kambodschanische Revolutionsarmee oder Revolutionsarmee von Kampuchea (Khmer: កងទ័ពបដិវត្តន៍កម្ពុជា Englisch: Kampuchea Revolutionary Army oder Revolutionary Army of Kampuchea, abgekürzt oft RAK) wurden die bewaffneten Einheiten der Kommunistischen Partei Kampucheas bezeichnet. 
Sie entstanden 1968 in Folge des Samlaut-Aufstands, als sich herausstellte, dass die Partei bewaffnete Einheiten benötigte, um ihr Territorium gegen Angriffe der Truppen des Prinzen Sihanouk zu schützen und um den bewaffneten Kampf gegen die Regierung des Prinzen aufzunehmen. Im April 1975 waren sie die wesentlichen militärischen Einheiten, die die von Lon-Nol-Truppen gehaltene Hauptstadt Kambodschas Phnom Penh eroberten. Neben den Truppen der Kambodschanische Revolutionsarmee waren auch weitere militärische Einheiten an der Eroberung der Hauptstadt beteiligt, z. B. von Nordvietnam unterstützte Einheiten der ehemaligen Khmer Issarak. Ab 1977 waren sie die offiziellen Streitkräfte des Demokratischen Kampuchea. In der historischen Literatur werden sie oft Center Forces genannt, weil sie direkt der Zentrale der kommunistischen Partei unterstanden. Daneben unterhielten auch die verschiedenen Zonen eigene bewaffnete Divisionen. Laut Ben Kiernan betrug die Gesamtstärke der Rote Khmer Kämpfer 1973 220.000 Mann. Laut Pol Pot umfasste die Kambodschanische Revolutionsarmee 4 von 14 Divisionen der Roten Khmer. Die anderen Divisionen waren nicht der Zentrale untergeordnet, sondern unterstanden den Zonen.
Die Truppenstärke der RAK soll im Jahr 1977 rund 68.000 Mann betragen haben. In den Jahren 1977 und 1978 waren sie in bürgerkriegsähnliche Kämpfe mit anderen bewaffneten Formationen der Roten Khmer verwickelt, besonders mit Einheiten der östlichen Zone. Im Jahr 1979 wurde die Kambodschanische Revolutionsarmee von der vietnamesischen Armee an die thailändische Grenze zurückgedrängt. Offiziell wurde die Kambodschanische Revolutionsarmee im selben Jahr aufgelöst. Im Dezember 1979 entstand aus Teilen der RAK die Nationalarmee des Demokratischen Kampuchea (NADK).